# La Rançon de la peur (film, 1960)
Pour les articles homonymes, voir La Rançon de la peur.
La Rançon de la peur (titre original The Plunderers) est un film américain réalisé par Joseph Pevney, sorti en 1960. Il a été nommé lors des Golden Globes.

## Fiche technique
- Titre original The Plunderers
- Réalisation : Joseph Pevney
- Scénario : Bob Barbash
- Producteur : Joseph Pevney
- Musique : Leonard Rosenman
- Image :  Gene Polito
- Date de sortie : 5 novembre 1960

## Distribution
- Jeff Chandler : Sam Christy
- John Saxon : Rondo
- Dolores Hart : Ellie Walters
- Marsha Hunt : Kate Miller
- Jay C. Flippen : Sheriff McCauley
- Ray Stricklyn : Jeb Lucas Tyler
- James Westerfield : Mike Baron
- Dee Pollock : Davy
- Roger Torrey : William 'Mule' Thompson
- Vaughn Taylor : Jess Walters
- Harvey Stephens : Doc Fuller
- Joseph Hamilton : Abilene, Barfly
- Ray Ferrell : Billy Miller

## Voix françaises
- Michel Gatineau (Jeff Chandler)
- Jacques Deschamps (Vaughn Taylor)
- Jacques Thebault (Roger Torrey)
- Janine Freson (Dolores Hart)
- Linette Lemercier (Ray Ferrell)
- Louis Arbessier (Jay c.Flippen)
- Michèle Montel (Marsha Hunt)
- Paul Ville (Joseph Hamilton)
- Serge Lhorca (John Saxon)
- Serge Sauvion (Ray Stricklyn)

## Distinctions et récompenses
- Ray Stricklyn est nommé pour son interprétation lors des Golden Globes[1].